# Liu Bang
Liu Bang (256 a. C. o 247 a. C. - 1 de junio de 195 a. C.) fue el primer emperador de la dinastía Han, que gobernó toda China a partir del 202 a. C. Liu fue uno de los dos únicos fundadores de dinastías imperiales chinas que tenía orígenes campesinos (el otro fue el fundador de la dinastía Ming, Zhu Yuanzhang), y encabezó las revueltas populares contra la dinastía Qin, la primera dinastía imperial china, que había unificado los estados chinos primitivos bajo el primer emperador Qin Shi Huang.

## Nombre
Liu Bang (en chino tradicional, 劉邦; en chino simplificado, 刘邦; pinyin, Liú Bāng) era su nombre propio original. Antes de ser emperador, se le conoció también como Duque de Pei (Pei Gong, 沛公), por su lugar de nacimiento. Desde el 206 a. C. tuvo el título de Rey de Han (Han Wang, 漢王) —por la ciudad de Hanzhong, ubicada cerca al Río Han— que le había sido otorgado por Xiang Yu, el gran príncipe de Chu Occidental, durante la crisis que precipitó el final de la dinastía Qin. Precisamente como Rey de Han logró ser nombrado emperador de la nueva dinastía, a la que dio el nombre de "Han".
Como emperador, se le conoció primero como Tàizǔ (太祖), nombre habitual de los emperadores fundadores. Posteriormente, se le conocería como emperador Gāozǔ 高祖 y póstumamente como Gāodì (高帝, "emperador Gao"). Actualmente, en chino se le conoce como Han Gaozu ("Gaozu de Han") o Han Gaodi ("Emperador Gao de Han"). A diferencia de lo que ocurre con otros emperadores chinos, es también muy frecuente el uso de su nombre propio original "Liu Bang".

## Infancia y juventud
Liu Bang nació durante los últimos años del período de los Reinos combatientes. Liu Bang nació de una familia campesina en Pei (actual Condado de Pei en la provincia de Jiangsu). El joven Liu Bang ayudaba a su familia en las actividades agrícolas pero pronto dejaría su actividad en el seno familiar para unirse a la patrulla de seguridad pública de su distrito. En su labor como patrullero ocurriría un incidente que marcaría su futuro: siendo responsable del transporte de un grupo de reclusos al monte Li, en la actual provincia de Shaanxi, varios de los reclusos consiguieron escapar durante el trayecto. Temiendo el castigo que podría sufrir debido a la huida de los fugitivos, Liu Bang liberó a los presos restantes y huyó, convirtiéndose en cabecilla de un grupo de bandoleros. En una de sus incursiones, impresionó por sus dotes de mando a un alto magistrado del distrito llamado Lü Wen (呂文), que aceptó cederle a su hija Lǚ Zhì (呂雉) en matrimonio.

## La insurrección contra la dinastía Qin
En 209 a. C., Chen Sheng inició una sublevación contra la dinastía Qin y asumió el título de "rey del gran Chu". Pei estaba en el territorio de Chu. En el momento en que Liu Bang liberó a los presos que escoltaba hacia el monte Li, convirtiéndose él mismo en fugitivo, Xiao He ejercía las funciones de secretario del magistrado de distrito de Pei. 
Cuando Chen Sheng comenzó su rebelión, el magistrado de distrito sopesó unirse a la insurrección, y siguiendo las recomendaciones de Xiao y de Cao Can (曹參) (por entonces un funcionario de las fuerzas del orden del distrito), hizo enviar a Fan Ceng (樊噌), cuñado de Liu Bang, para invitar formalmente a Liu y a su grupo de bandoleros a que acudieran al distrito de Pei para sumarse a la rebelión. Fan Ceng llevó su mensaje a Liu, quien accedió a trasladarse a Pei, pero durante el viaje a Pei, el magistrado cambió de opinión y cerró las puertas de la ciudad. Temiendo que Xiao y Cao mantuvieran su compromiso con la rebelión y abrieran las puertas a los hombres de Liu Bang, el magistrado ordenó ejecutarlos. Sin embargo, Fan Ceng y Cao Can lograron huir, uniéndose al grupo de Liu Bang, que cercó la ciudad. Presumiblemente por idea de Xiao He, y a través de mensajes lanzados con flechas al interior de la ciudad amurallada, el grupo rebelde instó a los ancianos de la ciudad a desobedecer al magistrado y aceptar la rendición de la ciudad. Estos aceptaron, asesinando al magistrado y abriendo las puertas de la ciudad a los hombres de Liu Bang, concediendo a este el título de "Duque de Pei". 
Liu Bang, habiéndose sumado así a la rebelión contra la dinastía Qin, se puso a las órdenes de Xiang Liang (項梁) y, después de que este fuera asesinado, pasó al servicio de Mi Xin (羋心), el príncipe Huai de Chu, que era el líder nominal de la coalición de los estados rebeldes. Mi Xin concedió a Liu la distinción de "Marqués de Wu'an". Fue en aquella época cuando Liu trabó contacto con Zhang Liang (張良), que acabaría siendo unos de sus principales colaboradores y estrategas.
Mi Xin hizo la promesa de que a aquel que ocupara primero la región de Guanzhong, la llanura del Shaanxi central, la tierra original de los Qin, se le concedería Guanzhong como reino personal. Él mismo encomendó a Liu Bang esta misión, en parte porque estimaba a Liu como hombre recto y bondadoso, a diferencia de Xiang Yu, al que veía como cruel e impetuoso. Mientras Xiang Yu estaba inmerso en la batalla con el principal contingente del ejército Qin, Liu consiguió invadir Guanzhong con relativa facilidad.
En diciembre de 207 a. C., el último gobernador Qin Ziying (子嬰) se rindió a Liu Bang y su ejército rebelde, y en 206 a. C. Liu Bang entró en la capital de Qin Xianyang. Sin embargo, Xiang Yu era aún considerado como el hombre fuerte de la rebelión y Liu Bang se vio obligado a ceder el control sobre Xianyang a Xiang Yu. Este llegaría incluso a considerar la posibilidad de hacer matar a Liu en una cena que sería más adelante conocida como el banquete de la puerta de Hong, aunque finalmente desestimó llevar a cabo el plan de asesinato.

## La contienda entre Chu y Han
Al ver la totalidad del antiguo imperio de Qin bajo su control, Xiang Yu emprendió la reorganización administrativa de los territorios bajo su poder. En esta reorganización se incluyeron también las zonas aún no conquistadas de Qin y los estados rebeldes, quedando el territorio dividido en 19 principados bajo la autoridad, real o reivindicada, del poder central. Xiang Yu no respetó la promesa de Mi Xin, príncipe Huai de Chu, que sería asesinado por órdenes del propio Xiang. Por el contrario, otorgó Guanzhong a los príncipes de los tres Qin, mientras que a Liu Bang se le concedió únicamente el principado de Han, que abarcaba los territorios actuales de Sichuan y Chongqing, así como el sur de Shaanxi.
En su dominio del principado de Han, Liu Bang concentró sus esfuerzos en el desarrollo de métodos agrícolas y en la formación de su ejército propio, mediante el cual reforzó su poder militar. No había transcurrido mucho tiempo cuando el ejército de Liu desbordó los límites del principado de Han, forzando el derrocamiento de los reyes de los tres Qin y ocupando Guanzhong, donde declaró la guerra contra Xiang Yu, actualmente conocida como Guerra de Chu y Han.
A pesar de que Xiang Yu gozaba de una ventaja militar considerable sobre Liu Bang, su posición era políticamente más débil. Xiang Yu continuó infligiendo derrotas a los hombres de Liu en el campo de batalla. Sin embargo, los enfrentamientos armados contribuyeron a aumentar el número de seguidores de Liu Bang, hasta que se invirtió la tendencia y las tropas de Xiang Yu comenzaron a ceder terreno ante Liu Bang. Al ser definitivamente derrotado, Xiang Yu optó por el suicidio.
La guerra se prolongó durante cinco años, entre el 206 y el 202 a. C., y concluyó con la victoria total de Liu Bang. Habiendo derrotado a Xiang Yu, Liu se proclamó a sí mismo emperador y estableció la nueva dinastía Han en el año 202 a. C., convirtiendo la ciudad de Chang'an (actual Xi'an) en su capital. Liu Bang pasó así a ser conocido como Emperador Gao de Han (Han Gaodi).

## Reinado como Emperador
Después de que Liu Bang ocupara el poder, recentralizó China basándose en el modelo de Qin. Sustituyó gradualmente a los vasallos originales, concediendo sus tierras a sus parientes. Puesto que la economía había sido devastada por la guerra después del fallecimiento del último emperador de la dinastía Qin, redujo impuestos, desarrolló la agricultura y restringió el gasto público. Sin embargo, en respuesta a lo que él vio como la decadencia de los comerciantes de Qin, restringió el comercio con fuertes impuestos y restricciones legales a los comerciantes. También hizo las paces con los Xiongnu. 
Bajo el reinado de Liu Bang, el confucianismo sustituyó gradualmente el pensamiento de los legalistas; apoyó a los eruditos confucionistas durante su gobierno, mientras que las severas leyes de los legalistas fueron disminuyendo en influencia. 
En sus primeros días, al emperador Gaozu (Liu Bang) no le gustaba la lectura y despreciaba el confucianismo. Después de convertirse en emperador, todavía mantenía las mismas actitudes hacia el confucianismo que antes hasta que conoció al erudito Lu Jia (o Lu Gu). Lu Jia escribió un libro de 12 volúmenes, Xinyu (新語), que defendía los beneficios de gobernar mediante la virtud moral en lugar de utilizar leyes duras y punitivas (como sucedía bajo la dinastía Qin). Lu Jia leyó cada volumen al emperador después de que terminó de escribirlo. El emperador quedó profundamente impresionado. Bajo el reinado del emperador Gaozu, el confucianismo floreció y gradualmente reemplazó al legalismo (de la época Qin) como ideología estatal. Se reclutó a eruditos confucianos, incluido Lu Gu, para servir en el gobierno. El emperador también reformó el sistema legal flexibilizando algunas leyes heredadas del régimen de Qin y reduciendo la severidad de ciertas penas. De enero a febrero de 195 a. C., después de reprimir una rebelión de Ying Bu, pasó por Shandong, el lugar de nacimiento de Confucio, y preparó personalmente una ceremonia para rendir homenaje al filósofo.
Los esfuerzos del emperador Liu Bang establecieron una base sólida para el largo reinado de cuatrocientos años de la dinastía Han. Liu Bang también se dedicó  a someter a los reinos rebeldes bajo su autoridad. Pronto se anexionó la mayor parte de esos reinos y estableció principados en ellos, con sus hijos y parientes como príncipes, consolidando su recién nacido imperio. En política exterior Liu Bang intentó combatir mediante campañas militares las incursiones de los xiongnu, pero sus ejércitos fueron abatidos varias veces en el campo de batalla. Como consecuencia, utilizó otra táctica: decidió apaciguar a los xiongnu mediante alianzas matrimoniales entre las princesas de la familia real y los chanyu, los líderes de los xiongnu. Esta política se mantendría por cerca de 70 años.

## Sucesión

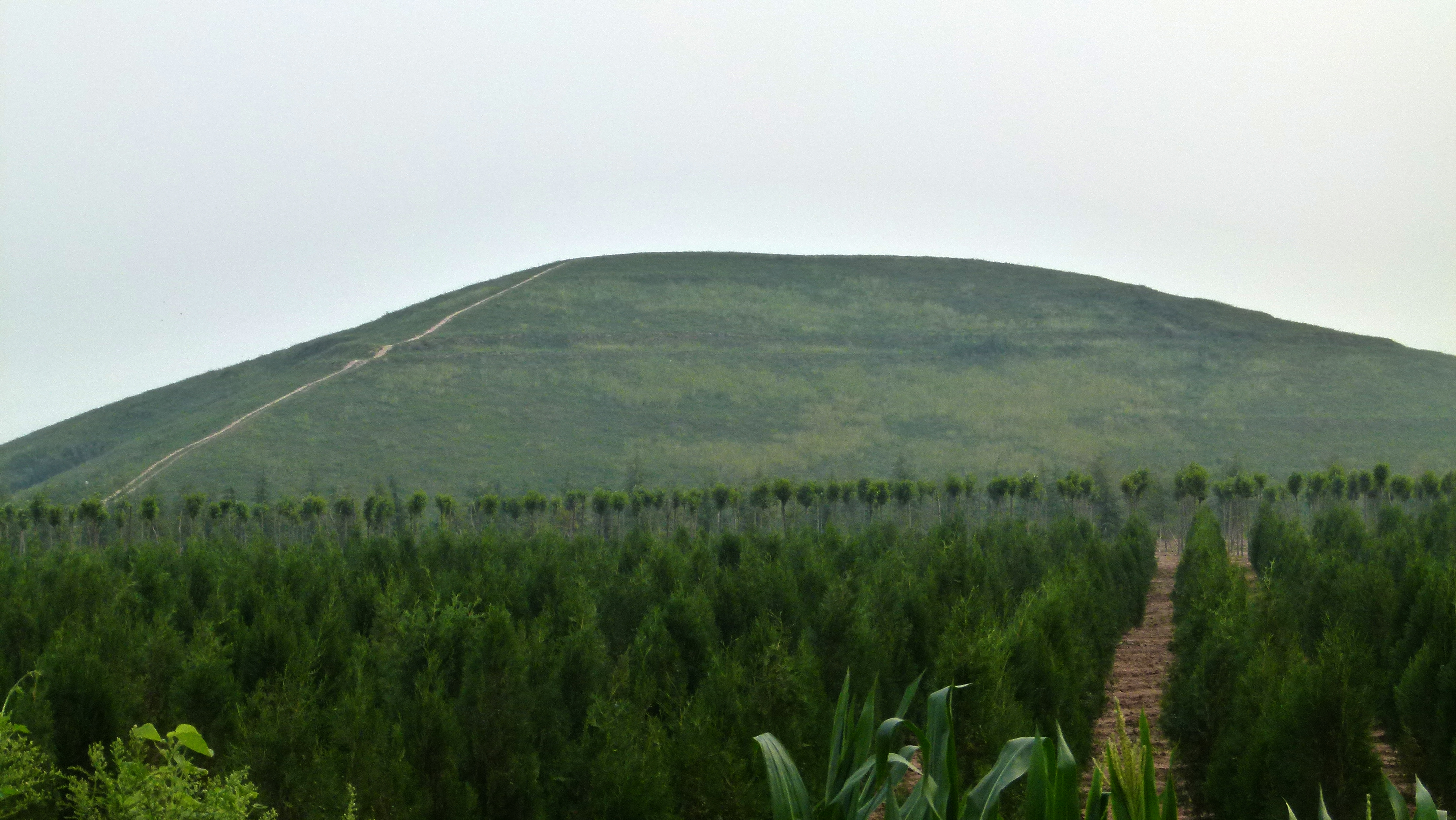
Changling (長陵), tumba (pirámide) del emperador Liu Bang en Xianyang, Shaanxi.

El heredero natural de Liu Bang era el príncipe Liu Ying, hijo mayor del emperador y de la emperatriz Lü. Sin embargo, Liu Bang no veía en Liu Ying las dotes necesarias para ser su sucesor, prefiriendo a su hijo Ruyi, el príncipe Yin de Zhao, hijo de la dama Qi, una de las concubinas del emperador. A pesar de los intentos de Liu Bang de otorgar la sucesión a Ruyi, la mayor parte de los ministros mantuvieron su lealtad a Liu Ying y a su madre la emperatriz Lü. Tras la muerte de Liu Bang, Liu Ying accedió al trono y, según el relato tradicional, la propia emperatriz Lü envenenó a Ruyi y torturó a la concubina Qi hasta la muerte.

## Canción del Gran Viento
La Canción del Gran Viento es una canción compuesta por Liu Bang en 195 a. C. cuando visitó su ciudad natal en el condado de Pei tras reprimir la rebelión de Ying Bu. Preparó un banquete e invitó a todos sus viejos amigos y a la gente del pueblo. Después de unos tragos, Liu Bang tocó el guqin y cantó la Canción del Gran Viento (大風歌).

大風起兮

雲飛揚

威加海內兮

歸故鄉，

安得猛士兮

守四方！

Se levantó un gran viento

las nubes se alzaron en lo alto

Ahora que mi poderío gobierna todo dentro de los mares,

He regresado a mi antigua aldea

¿Dónde encontraré hombres valientes

que guarden las cuatro esquinas de mi tierra?